# Strzegowo, Tỉnh West Pomeranian
Strzegowo [stʂɛˈɡɔvɔ] (German Stregow) là một ngôi làng thuộc khu hành chính của Gmina Wolin, thuộc hạt Kamień, West Pomeranian Voivodeship, ở phía tây bắc Ba Lan. Nó nằm khoảng 11 kilômét (7 mi) phía đông của Wolin, 18 km (11 mi) phía nam Kamień Pomorski và 46 km (29 mi)  phía bắc thủ đô khu vực Szczecin.